# Gerald (Missouri)
Pour les articles homonymes, voir Gérald.

Gerald est une ville du comté de Franklin, dans le Missouri, aux États-Unis,. Située à l'ouest du comté, elle est fondée en 1901 et incorporée en 1907. 

## Démographie
Lors du recensement de 2020, la ville comptait une population de 1 361 habitants.